# Enrique Plá y Deniel
Enrique Plá y Deniel, né le 19 décembre 1876 et mort le  5 juillet 1968, est un cardinal espagnol qui fut partisan du général Franco, assimilant le Soulèvement nationaliste des 17 et 18 juillet 1936 en Espagne à une croisade.

## Biographie

### Prêtre
Enrique Plá y Deniel fut ordonné prêtre en 1900 et nommé à la faculté du séminaire de Barcelone en 1912.

### Évêque
En 1919, il est consacré évêque d'Ávila avant de devenir en 1935 archevêque de Salamanque où il débuta sa mission de restauration des propriétés de l'Église catholique espagnole qui furent détruites lors de la guerre ; il put, en 1940, voir la fin des travaux de reconstruction de l'Université Pontificale. Il est nommé archevêque de Tolède (primat d'Espagne de ce fait) en 1941 et établit de solides liens de confiance entre le régime dictatorial et l'Église espagnole.

### Cardinal
Au consistoire du 18 février 1946, il est créé cardinal par le pape Pie XII avec le titre de cardinal-prêtre de San Pietro in Montorio.

## Succession apostolique
Enrique Plá y Deniel a ordonné les évêques suivants :
- Évêque Eduardo Martinez González (1942)
- Évêque Inocencio Rodríguez Díez (es) (1943)
- Évêque Zacarías de Vizcarra (es) (1947)
- Évêque Francisco Miranda Vicente (1951)
- Évêque Anastasio Granados García (1960)